# Баща ми бояджията
„Баща ми бояджията“ е български телевизионен игрален филм (мюзикъл) от 1974 година на режисьора Стефан Димитров, по сценарий на Васил Цонев. Оператор е Христо Тотев. Музиката във филма е композирана от Петър Ступел. Филмът съдържа биографични елементи, тъй като разказва за детството на Коста Цонев и Васил Цонев.

## Сюжет
31 декември 1931 година. Андреев е учител по история, останал без работа в навечерието на Нова година. Липсата на пари го притеснява и заедно с шестте си деца решава да посети братовчед си Спас, за да поиска от него заем.
Стигайки там, разбират, че братовчедът е изгонен от работа и също няма пари. Отчаяни, бащата и децата скитат по улиците на София и наблюдават забавленията на хората. Уморени и премръзнали, те се прибират към дома. По пътя срещат техен съсед, богат фабрикант. Той обяснява, че очаква важни гости за вечеря, а къщата му не е боядисана. Предлага много пари, ако всичко е готово до 16.00 часа.
Учителят Андреев с радост се съгласява. Богаташът отива със семейството си у приятели. В определения час всичко е готово, но фабрикантът се обажда по телефона и обявява, че няма да се прибере до 3 януари.
Ядосан от нечестността му, бащата-бояджия събира семейството си на богата вечеря ... 

## Актьорски състав
| В главните роли                   | Изпълнител                                           |
| --------------------------------- | ---------------------------------------------------- |
| бащата Андреев, учител по история | Коста Цонев                                          |
| Андреева, майката                 | Невена Коканова                                      |
| фабрикантът Маринов               | Светослав Пеев                                       |
| бакалинът                         | Климент Денчев                                       |
| агентът                           | Ицхак Финци                                          |
| братовчедът Спас                  | Джоко Росич                                          |
| братовчедката                     | Невена Мандаджиева                                   |
| обущарят Костас                   | Георги Парцалев                                      |
| продавачът на книжки              | Иван Цветарски                                       |
| продавачът на пистолетчета        | Лъчезар Стоянов                                      |
| Мария, жената на Маринов          | Златина Дончева                                      |
|                                   | Анета Петровска                                      |
|                                   | Антон Карастоянов                                    |
| малкият Коста                     | Кирил Петров                                         |
|                                   | Мирослав Маринов                                     |
|                                   | Николай Теохаров                                     |
|                                   | Стефан Стоев                                         |
|                                   | Петър Глушков                                        |
|                                   | Николай Готев                                        |
| кръчмарят                         | Иван Обретенов                                       |
|                                   | Светозар Атанасов                                    |
|                                   | Ангел Георгиев                                       |
| човекът от стрелбището            | Димитър Йорданов (не е посочен в надписите на филма) |

## Награди
- Награда на Съюза на българските композитори, Варна, 1973